# تامه (آرائوکا)
تامه (آرائوکا) (به اسپانیایی: Tame, Arauca) یک سکونتگاه مسکونی در کلمبیا است که در بخش آرائوکا واقع شده‌است.